# Kaspar von Hohenems

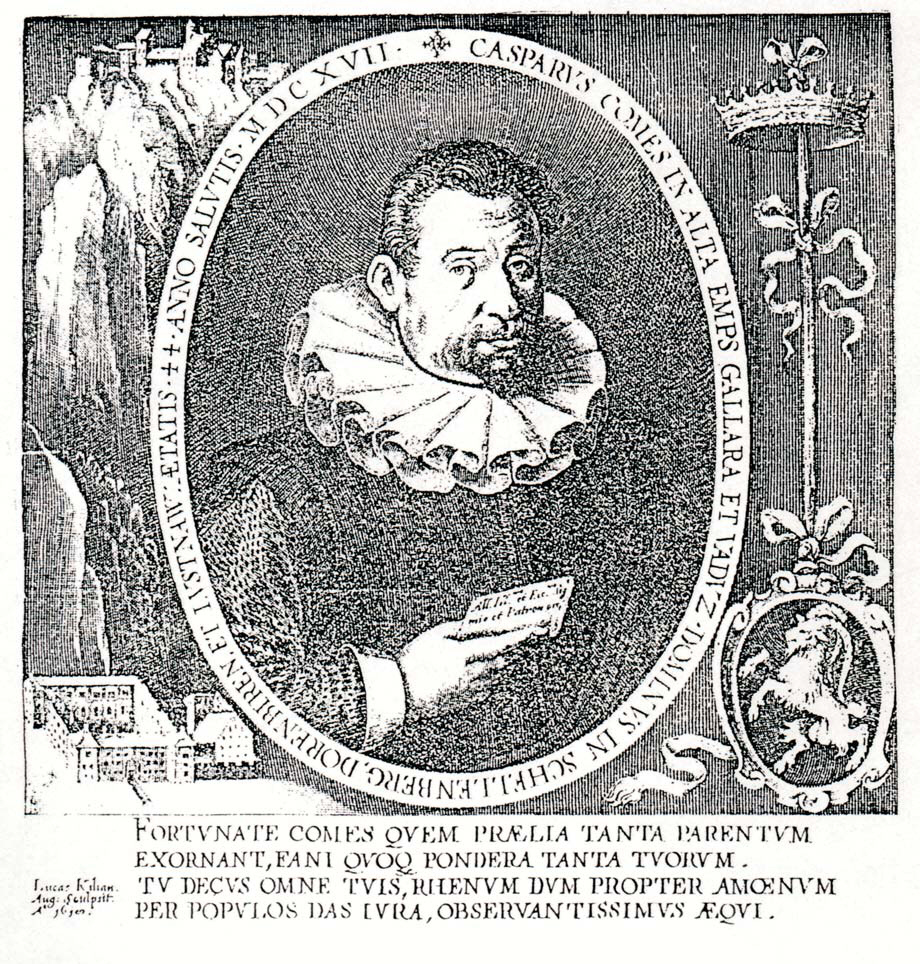
Kaspar von Hohenems (Porträt von Lucas Kilian)

Graf Kaspar von Hohenems (* 1. März 1573 auf Alt-Ems bei Hohenems; † 10. September 1640 in Hohenems) war ein Reichsgraf.

## Leben
Kaspar von Hohenems kam auf der Festung Alt-Ems zur Welt. Er entstammte dem Geschlecht der Herren von Ems, seine Eltern waren Jakob Hannibal I. von Hohenems (1530–1587) und Hortensia Borromeo (1551–1578), die 1565 in Rom geheiratet hatten. Sein Vater starb, als Kaspar 14 Jahre alt war, woraufhin sich sein Onkel Kardinal Markus Sittikus von Hohenems seines Neffen annahm. Kaspars Bruder Markus Sittikus erlangte als Fürsterzbischof von Salzburg einige Berühmtheit, ebenso sein Sohn Jakob Hannibal II. (1595–1646).
1589 trat Kaspar als Kämmerer in die Dienste von Erzherzog Ferdinand von Tirol.
Am 15. Mai 1592 heiratete Kaspar Freiin Eleonore Philippine von Welsperg. Sie hatten die Kinder Jakob Hannibal II., Dorothea, Franz Maria und Eleonore. Am 4. Januar 1614 verstarb seine Gattin im Kindbett. Bereits im März 1614 heiratete Kaspar trotz der Bedenken seiner ältesten Tochter die um die Hälfte jüngere Gräfin Anna Amalia von Sulz. Aus dieser Ehe stammt der Sohn Franz Leopold.
Zwischen 1607 und 1614 hatte Kaspar das Vogteiamt für Bludenz und Sonnenberg inne. 1613 erwarb er von Karl Ludwig zu Sulz die Herrschaften Vaduz und Schellenberg.

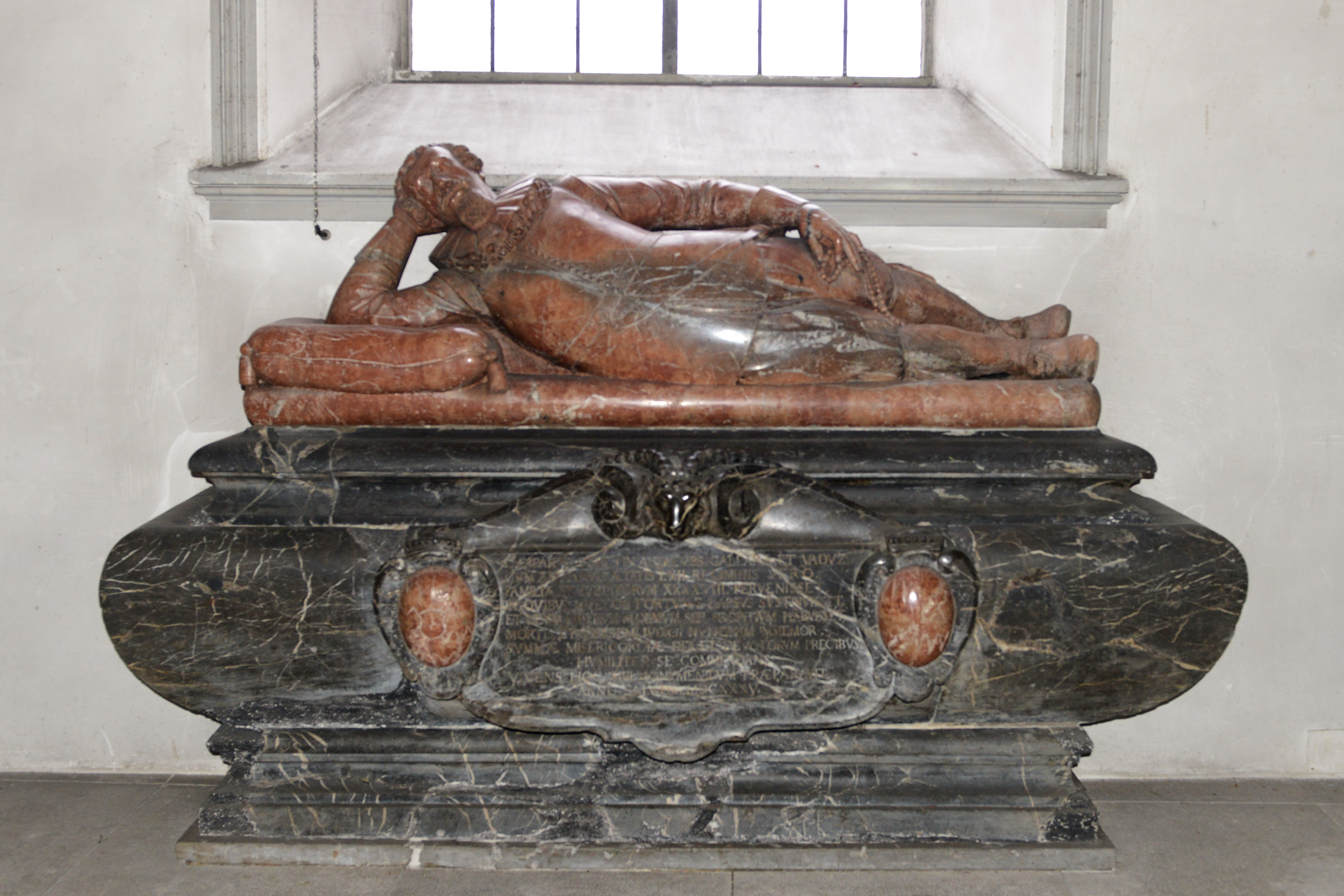
Grabmal in Hohenems

Am 10. September 1640 verstarb Kaspar in Hohenems. Sein Sarkophag befindet sich noch heute in dem 1635 von dem Bildhauer Hans Konrad Asper aus Hohenemser Marmor geschaffenen Grabmal in der Pfarrkirche St. Karl Borromäus in Hohenems. Im Landesmuseum Zürich befindet sich ein Stich von Lucas Kilian (1617), der Kaspar von Hohenems zeigt.
Nach seinem Tod begann der Abstieg seines Geschlechts. Sein Urenkel Ferdinand Karl von Hohenems (1650–1686) trieb seine Besitzungen dem Abgrund entgegen; der Verkauf wurde unvermeidlich. Fürst Johann Adam Andreas von Liechtenstein erwarb 1699 die reichsfreie Herrschaft Schellenberg und 1712 die Grafschaft Vaduz.

## Wirken

### Bautätigkeit
In den Jahren 1603 bis 1610 entwickelte Graf Kaspar eine rege Bautätigkeit; es erfolgte der Ausbau des gräflichen Palastes in Hohenems unter Leitung des italienischen Architekten Martino Longhi dem Älteren. Bildhauer Esaias Gruber d. Ä. schuf für den Palastinnenhof und die Pfarrkirche die Statuen und Reliefs. Neben dem Palast ließ Kaspar ein Lusthaus und eine großzügige Parkanlage mit einem Tiergarten mit Hirschen, Füchsen und anderen Wildarten anlegen. Des Weiteren kam es zur Gründung der Dompropsteigasse (später Christengasse und heute Marktstraße genannt). Bereits 1595 hat er auf Wunsch seines verstorbenen Vaters die Kapelle Hl. Dreifaltigkeit in Schwefel errichten lassen.
1607 ließ Kaspar den ersten Bau der dem Pestheiligen St. Rochus geweihten Kapelle in Ems-Reute wegen der Errettung vor dieser Krankheit errichten (Kapelle St. Rochus (Hohenems)). 1617 die Karl-Borromäus-Kapelle hinter dem heutigen Rathaus.

### Politik
1613 entstand unter dem aus Rottweil stammenden Johann Georg Schleh die rhetianische Histori, später Emser Chronik genannt, als Propagandawerk des Grafen. Dieses Werk wurde 1616 in der ersten Vorarlberger Buchdruckerei von Bartholome Schnell in Hohenems gedruckt.
1617 erließ Graf Kaspar aus wirtschaftlichen Überlegungen einen Schutzbrief für Juden. Zur Ansiedlung der Juden trug wesentlich bei, dass sie 1617 aus der österreichischen Markgrafschaft Burgau ausgewiesen worden waren. 1632 bewirkte der Schwedische Krieg den Zuzug weiterer Juden. Die folgende über dreihundertjährige Geschichte der Hohenemser Juden endete in der NS-Zeit.
Unter der Herrschaft Kaspars kam es zu Hexenprozessen, da er vom Vorhandensein von Hexerei und Zauberei fest überzeugt war. So wurde am 10. Dezember 1630 auf seine Anweisung die schuldlose Frena Fenkart verhaftet, in weiterer Folge gefoltert und hingerichtet, weil er sich durch sie wegen angeblicher Hexerei geschädigt und bedroht gefühlt hat. Kurz darauf auch deren Tochter, Walpurga Türtscherin, ebenfalls wegen angeblicher Hexerei. Die Hexenprozesse wurden auch unter den Nachfolgern weitergeführt und forderten alleine hier mindestens 17 Todesopfer.

## Nachkommen

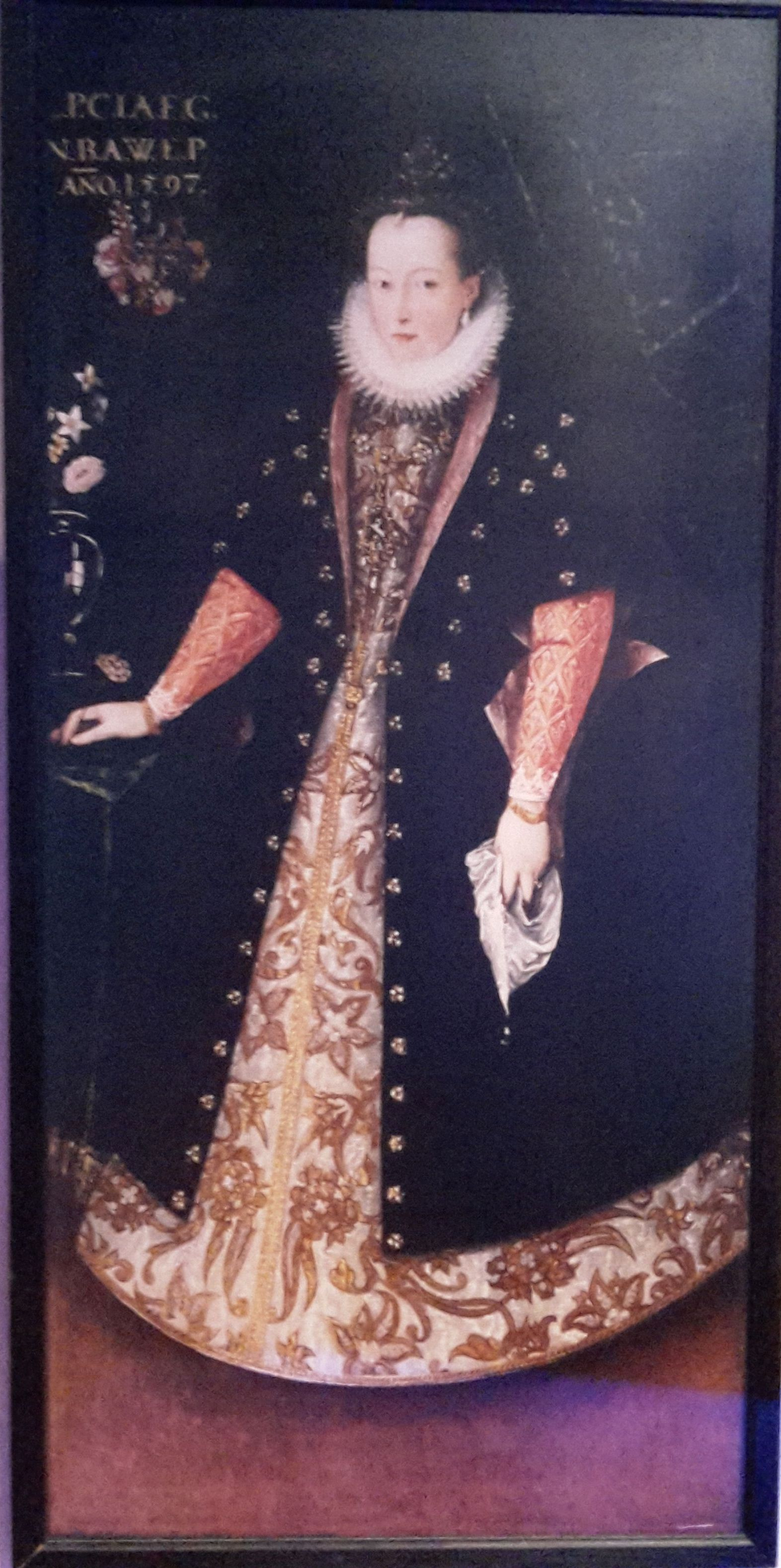
Eleonore Philippine von Welsperg (1597)

Kaspar von Hohenems heiratete am 15. Mai 1592 Eleonore Philippine von Welsperg (* 1573; † 4. Januar 1614), eine Tochter von Freiherr Christoph von Welsperg († 1580) und der Dorothea Lucia, geborene Freiin von Firmian.
Der ersten Ehe entstammen folgende Kinder:
- Jakob Hannibal II. (* 20. März 1595; † 10. April 1646)

1. ⚭ 1616 Prinzessin Anna Sidonia von Teschen-Groß-Glogau (* 2. März 1598; † 13. März 1619), eine Tochter von Herzog Adam Wenzel
2. ⚭ 1619 Gräfin Franziska Katharina von Hohenzollern-Hechingen († 16. Juni 1665), eine Tochter von Graf Johann Georg, erster Fürst von Hohenzollern-Hechingen
- Dorothea (* 13. November 1598; † Sommer 1666) ⚭ 1641 Franz Andreas von Raitenau, Freiherr zu Hofen (* 1. Dezember 1602; † 1658)
- Franz Maria (* 22. August 1608; † vor dem 7. Oktober 1642) ⚭ 1642 Susanna Hedwig von Raming Freiin zu Ronegg († nach 1642); sie wohnten im Schloss Vaduz
- Eleonore (* 9. Januar 1612; † 6. Mai 1675) ⚭ November 1631 Graf Johann Georg von Königsegg-Aulendorf (* 1604; † 11. Februar 1666)

Im März 1614 heiratete Kaspar von Hohenems in zweiter Ehe Anna Amalia von Sulz (* 1593 in Vaduz; † 26. April 1658 in Waldshut), eine Tochter von Graf Karl Ludwig von Sulz. Aus dieser Ehe ging ein Sohn hervor:
- Franz Leopold (* 1619; † 6. Dezember 1642), Domherr in Konstanz (1633), Augsburg und Salzburg (1634)

## Literatur

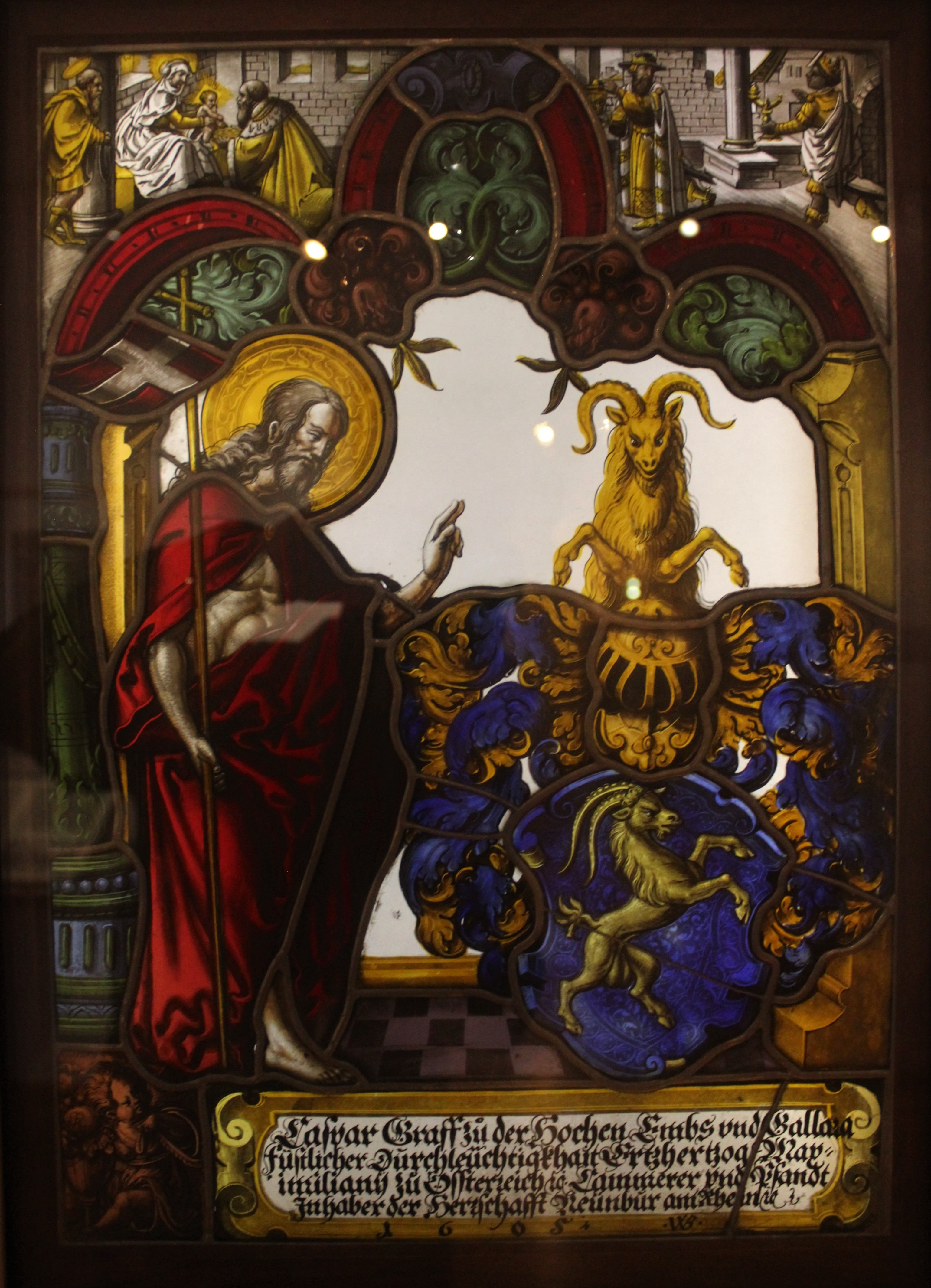
Wappenscheibe im Liechtensteinischen Landesmuseum